# Górna Kanada
Górna Kanada (ang. Upper Canada, fr. Haut-Canada) – prowincja brytyjska istniejąca od 1791 do 1841 utworzona przez podział prowincji Quebecu. 
Obszar jej zajmował północną część niziny rozciągającej się wzdłuż górnego biegu Rzeki Świętego Wawrzyńca, jezior Ontario, Erie, Zatoki Georgian i Jeziora Huron i obejmował południową część dzisiejszej prowincji Ontario. 
W 1841 terytorium zostało połączone z Dolną Kanadą, by stworzyć Prowincję Kanady
Stolicą Górnej Kanady było Newark (dziś Niagara on the Lake) do 1 lutego 1796. Po tej dacie stolica została przeniesiona do miasta York (od 1834 Toronto).